# 红球形菌属
红球形菌属（Rhodopila），是光合细菌的紫色非硫细菌，是醋酸菌科的一属革兰氏染色阴性菌。细胞呈圆形至卵圆形。该属的模式种也是惟一种为球形红球形菌(Rhodopila globiformis)。

## 下属物种
- 球形红球形菌 Rhodopila globiformis (Pfennig 1974) Imhoff et al. 1984